# Canções de Exílio
| Críticas profissionais | Críticas profissionais |
| Avaliações da crítica  | Avaliações da crítica  |
| Fonte                  | Avaliação              |
| ---------------------- | ---------------------- |
| Galeria Musical        | [ 1 ]                  |
| Picanha Musical        | (8,5/10)               |
| Back Seat Mafia        | (9/10)                 |

Canções de Exílio é o oitavo álbum de estúdio do cantor brasileiro Jay Vaquer lançado em 3 de junho de 2016. Ele é o sucessor do álbum Antes da Chuva Chegar - Transversões: Volume 1 (2013), e o primeiro álbum autoral desde Umbigobunker!? (2011).
Produzido pelo super-premiado Moogie Canazio, o álbum conta com participações do produtor de música eletrônica Gui Boratto, dos guitarristas Lucas Silveira (Fresno) e Rafael Moreira, além da cantora Megh Stock.

## O Álbum
Com produção do premiado Moogie Canazio, o álbum traz dez canções inéditas. A capa do disco nos mostra Dominus Poscriptu, que significa “Senhor Exilado” em Latim. O Dominus Poscriptu é um personagem, um alter-ego do cantor, que pode não ser apenas um personagem concebido para a identidade visual do disco, mas sim para os shows e até mesmo clipes, o mesmo que ocorre com AppleWhite do disco Vendo a Mim Mesmo (2004) que vive dando as caras nos shows, principalmente na energética Pode Agradecer (Relationshit).
A maquiagem do cantor na capa foi feita por Sabrina Sanm, e Renato Pagliacci ficou responsável pela arte de fotografia do álbum.
Entre as canções, o destaque fica para "Legítima Defesa", que conta com a participação de Megh Stock. Trata-se da continuação de “Estrela de um Céu Nublado”, que fala sobre a trajetória de um ator que sonhava em trabalhar em Projacland. Bem, desta vez, o mote da linha final da canção anterior tem uma reviravolta e a canção fala sobre o desdobramentos da vida deste ator.[carece de fontes?]
Sobre o nome do álbum, e também sobre a 3a faixa (Canção do Exílio Domiciliar), Vaquer deu a seguinte declaração:

### Faixas
Todas as faixas foram compostas por Jay Vaquer
| N.º            | Título                               | Duração |  |
| 1.             | "Quantos Tantos"                     | 3:47    |  |
| 2.             | "Tudo Que Não Era Esgoto"            | 3:06    |  |
| 3.             | "Canção do Exílio Domiciliar"        | 3:21    |  |
| 4.             | "Boneco de Vodu"                     | 3:39    |  |
| 5.             | "Outrora"                            | 4:11    |  |
| 6.             | "Possibilidade (Se Já Não Caibo)"    | 3:34    |  |
| 7.             | "Como Quem Não Quer Nada"            | 3:40    |  |
| 8.             | "Hematomas da Teima"                 | 3:18    |  |
| 9.             | "Legítima Defesa (Feat. Megh Stock)" | 6:55    |  |
| 10.            | "Baudaluv"                           | 3:22    |  |
| Duração total: | Duração total:                       | 38:53   |  |

## Prêmios e Indicações
| Ano  | Indicação (Canção/Álbum) | Prêmio             | Categoria                                       | Profissional Indicado | Resultado | Ref.  |
| ---- | ------------------------ | ------------------ | ----------------------------------------------- | --------------------- | --------- | ----- |
| 2016 | 'Canções de Exílio'      | Grammy Latino 2016 | Melhor Álbum de Rock em Língua Portuguesa       | Jay Vaquer            | Indicado  | [ 7 ] |
| 2016 | 'Canções de Exílio'      | Grammy Latino 2016 | Produtor do Ano/Disco Mais Bem Produzido do Ano | Moogie Canazio        | Indicado  | [ 8 ] |